# Isigny-sur-Mer

Isigny-sur-Mer este o comună în departamentul Calvados, Franța. În 1 ianuarie 2018 avea o populație de 2.508 de locuitori.